# Elsie Barlow
Elsie Frederica Barlow, née Hake en 1869 à Melbourne (Australie) et morte le 15 novembre 1948 à Cheltenham, est une peintre et graveuse australienne. Elle est une des membres fondateurs des Twenty Melbourne Painters.

## Biographie
En 1894, Barlow entre à la National Gallery of Victoria Art School avec sa sœur Dora Serle, où elle reçoit les enseignements de Frederick McCubbin et Lindsay Bernard Hall.
En 1901, elle épouse Arthur Barlow. Ils ont trois enfants, dont l'un décède quelques mois après sa naissance.
En 1912, Barlow organise une exposition au Mechanics’ Institute de Castlemaine, où elle expose 90 peintures. Ce fut la première exposition d’une femme en solo dans cette ville, et conduisit à la création de la galerie d'art de celle-ci.
Barlow est une membre fondatrice de la Twenty Melbourne Painters Society. 
Barlow est morte à Cheltenham, en Australie, en 1948,.

## Postérité
Des rétrospectives de ses œuvres ont eu lieu en 1977 à la Galerie d'art de Castlemaine et en 1978 aux Galeries Duvance pour l’honorer comme l’une des fondatrices de la galerie et du musée d‘histoire de Castlemaine.